# Uranij
Uranij je kemijski element atomskog (rednog) broja 92 i atomske mase 238,02891 (3). U periodnom sustavu elemenata predstavlja ga simbol U.
Uranij (jednakovrijedan naziv uran) jest srebrno-bijeli metalni kemijski element i pripada skupini aktinida u periodnome sustava elemenata. Dobio je ime po planetu Uranu, a otkrio ga je Martin Heinrich Klaproth 1789. godine. Osim 92 protona, jezgra uranija može imati između 141 i 146 neutrona. Najčešći izotopi uranija jesu U-238 (146 neutrona) i U-235 (143 neutrona). Atom uranija ima 92 elektrona od kojih su 6 valentni. Njegova je gustoća otprilike 70 % veća od gustoće olova, ali nije tolika kao kod zlata ili volframa. Uranij je slabo radioaktivan. U prirodi se u malim količinama pojavljuje u tlu, stijenama i vodi. U gospodarske se svrhe dobiva iz ruda poput uranita.
U prirodi se pojavljuje smjesa izotopa, uranija-238 (99,284 %), uranija-235 (0,711 %) i vrlo malih količina uranija-234 (0,0058 %). Raspada se polako emitirajući pritom alfa-čestice. Poluvijek uranija-238 jest 4,47 milijardi godina, a uranija-235 704 milijuna godina, pa služe u svrhu radiometrijskog datiranja.
U nuklearna goriva ubrajaju se tri fisilna materijala: uranij-233, uranij-235 i plutonij-239. Samo jedan od njih nađen je u prirodi više nego u tragovima i to je uranij-235, a naziva se prirodno nuklearno gorivo. Druga dva nuklearna goriva dobivaju se umjetno, u nuklearnim reaktorima. Bombardiranjem neutronima uranija-238 nastaje plutonij-239, a od torija-232 nastaje uranij-233 i to su umjetna nuklearna goriva.
S obzirom na malu zastupljenost uranija-235, prirodni uranij kao gorivo mogu rabiti teškovodni i grafitom moderirani reaktori, dok lakovodni reaktori zahtijevaju obogaćeni uranij. Obogaćenje za lakovodne reaktore mijenja se od nešto manje od 2 % do maksimalno dozvoljenih 5 % (težinskih) uranij-235. Obogaćenje u podmorničkim reaktorima, a naročito u nuklearnom oružju jest veće. Osim obogaćena uranija, u procesu obogaćivanja nastaje i osiromašeni uranij gdje je težinski udio uranija-235 obično između 0,20 % i 0,35 %. Manji težinski udio uranija-235 u osiromašenom uraniju znači manju upotrebu prirodnog uranija, ali i veće troškove obogaćenja i obrnuto.

## Odlike
U čistom, elementarnom stanju, uranij je srebrno-bijel, slabo reaktivan metal, malo mekši od čelika, jako elektropozitivan i slab električni vodič. Također je kovak, žilav i malo paramagnetičan. Ima jako veliku gustoću, otprilike 70 % veću od olova, i malo manju od zlata.
Uranij reagira s gotovo svim nemetalnim elementima i njihovim spojevima, gdje se reaktivnost povećava s temperaturom. Klorovodična i dušična kiselina ga otapaju, a s neoksidirajućim kiselinama reagira vrlo sporo. Fino usitnjen može reagirati s hladnom vodom na zraku, pri čemu se oblaže tamnim slojem uranijeva oksida. Dobiva se iz rude i pretvara u uranijev dioksid ili ine uranijeve spojeve koji se rabe u industriji.
Uranij-235, izotop uranija, bio je prvi izotop za kojeg je otkriveno da se može podvrći fisiji. Ostali izotopi koji se pojavljuju u prirodi podložni su fisiji, ali se ne cijepaju pomoću neutrona uz malu kinetičku energiju. Nakon bombardiranja sporim neutronima, uranij-235 će se u većini slučajeva podijeliti na dvije manje jezgre, oslobađajući nuklearnu rastavljajuću energiju i još neutrona. Ako ove neutrone apsorbiraju druge jezgre uranija-235, počinje nuklearna lančana reakcija, i ako dalje ne postoji ništa što bi apsorbiralo dio neutrona i usporilo reakciju, ona postaje eksplozivna. Količina od 7 kg uranija-235 dovoljna je za izradu atomske bombe. Prva nuklearna bomba uporabljena u ratu, Little Boy, temeljila se na fisiji uranija, dok su prvu nuklearnu eksploziju (The Gadget) i uništenje Nagasakija prouzročile plutonijske bombe.
Uranij ima tri alotropske modifikacije:
- α (ortorompska rešetka) stabilna do 660 °C
- β (tetragonalna rešetka) stabilna od 660 °C do 760 °C
- γ (prostorno-centrirana rešetka) od 760 °C do tališta - najkovkija i najžilavija faza.

## Primjena

### Vojna
Glavna primjena uranija u vojnom sektoru je u penetratorima visoke gustoće. Ovo streljivo se sastoji od osiromašenog uranija, legiranog s 1-2 % drugih elemenata. Pri visokoj udarnoj brzini, gustoća, tvrdoća i zapaljivost projektila omogućuju uništavanje snažno oklopljenih ciljeva. Tenkovski oklopi i pomični oklopi na borbenim vozilima također su očvrsnuti pločama osiromašenog uranija. Uporaba osiromašenog uranija u streljivu postalo je kontroverzan političko-ekološki problem nakon što su ga SAD-a, Velike Britanije i druge nacije uporabile u ratovima u Perzijskom Zaljevu i na Balkanu te se postavilo pitanje zaostalih uranijevih spojeva u tlu.
Osiromašeni uranij se također koristi kao zaštitni materijal u kontejnerima za skladištenje i transport radioaktivnog materijala. Ostale primjene uranija uključuju podešavanje težine u avionima, prigušivanje različitih projektila, zaštitu različitih materijala. Zbog svoje velike gustoće primjenjuje se u navigacijskim uređajima i žiromagnetskim kompasima. Osiromašeni uranij ima prednost nad drugim materijalima podjednake gustoće zbog lake obradljivosti i mogućnosti lijevanja, kao i zbog svoje relativno niske cijene. U suprotnosti s raširenim mišljenjem, puno veću opasnost korištenja uranija predstavlja kemijsko otrovanje zbog uranijevog oksida, nego njegova radioaktivnost (slabo emitira alfa zračenje).
Pri kraju drugog svjetskog rata, za vrijeme hladnog rata, te u manjoj mjeri nakon toga, uranij se, zbog eksplozivne fisije, koristio za proizvodnju nuklearnog oružja. Napravljena su dva glavna tipa fisijskih bombi, relativno jednostavna naprava koja rabi uranij-235 i puno složeniji mehanizam s uranijem-238 iz kojeg nastaje plutonij-239. Kasnije je napravljena puno snažnija fuzijska bomba koja koristi plutonijske naprave u kućištu od uranija s ciljem da se stvori mješavina tricija i deuterija podvrgnuta nuklearnoj fuziji.

### Civilna
Uranij se u civilnom sektoru uglavnom upotrebljava kao gorivo u nuklearnim elektranama. Dok se u potpunosti ne raspadne, jedan kilogram uranija-235 teoretski može proizvesti 80 teradžula energije (80·1012 J), koliko primjerice daje 1500 tona ugljena.
Komercijalne nuklearne elektrane koriste gorivo koje je obično obogaćeno s 3 % uranija-235. CANDU-reaktor je jedini reaktor koji može koristiti neobogaćena goriva. Goriva upotrebljavana u mornarici SAD-a su obično visoko obogaćena uranijem-235. U oplodnom reaktoru, uranij-238 se može pretvoriti u plutonij kroz sljedeću reakciju:
 238U (n, gama) → 239U -(beta) → 239Np -(beta) → 239Pu.
Jedan od glavnih, još neriješenih problema vezanih za nuklearno gorivo je nuklearni otpad. U tradicionalnim nuklearnim reaktorima izgara samo 1-2 % nuklearnog goriva, dok nuklearni reaktori koji koriste alternativna, tekuća torijeva goriva u reaktorima s tekućom soli proizvode kratkotrajan nuklearni otpad.
Prije otkrića zračenja, uranij se prvotno koristio, u malim količinama, za izradu žutog stakla i keramičke glazure.
Nakon što je Marie Curie otkrila radij u uranijevoj rudi, razvila se velika industrija za iskopavanje uranija kako bi se došlo do radija koji se upotrebljavao za satove i zrakoplovne brojčanike koji svijetle u mraku. Ovaj proces ostavljo je golemu količinu uranija kao otpadnog produkta, s obzirom na to da je potrebno 3 tone uranija da bi se dobio 1 gram radija. Ovaj otpadni produkt bio je preusmjeren u proizvodnju glazura, pa su uranijeve glazure postale vrlo jeftine i mnogobrojne. Također, uranijeve keramičke glazure široko su se primjenjivale, uključujući sanitarnu i kuhinjsku keramiku, koja može biti u zelenoj, žutoj, ružičastoj, crnoj, plavoj i drugim bojama.
Uranij se također upotrebljavao u fotografskim kemikalijama (posebice uranilov nitrat kao toner), u svijetlećim nitima, za poboljšanje izgleda zubnih proteza, te u kožnoj i drvnoj industriji u bojama i pigmentima (uranijeve soli su bojila za svilu i vunu. Uranilov acetat i uranilov formijat koriste se kao elektronski-gusti kontrasti u transmisijskim elektronskim mikroskopima, kako bi se povećao kontrast bioloških uzoraka u vrlo tankim presjecima, te u tehnici negativnog obojenja virusa, izoliranih staničnih organela i makromolekula.
Otkrićem radioaktivnosti uranija, proširene su njegove znanstvene i praktične primjene. Dugi poluvijek izotopa U-238 (4,51 × 109 godina), čini ga pogodnim za procjenjivanje starosti najranijih magmatskih stijena, kao i kod ostalih tehnika radiometrijskog datiranja (uranij-torij metoda, uranij-olovo metoda). Uranij se također koristi kao metalna meta za elektrone kod proizvodnje tvrdih X-zraka.

## Povijest

### Prirodni nuklearni reaktori
Prirodni nuklearni reaktori su pronađeni u rudniku Oklo na zapadu Afrike, u državi Gabon. Ovi afrički prirodni radioaktivni reaktori bili su radili prije 2 milijarde godina. U uzorcima rude iz Okla, s tri lokacije duboko pod zemljom, nađena je skoro dva puta manja koncentracija izotopa uranija-235 nego u svim drugim rudnicima uranija na našoj planeti. Dokazni materijal za odigravanje pojave samoodržavajuće nuklearne fisije, praćene oslobađanjem energije i nastankom određenih radioaktivnih elemenata u rudniku Oklo, dobiven je mjerenjima radioaktivnosti u zaostaloj rudi uranija. Pokazalo se da su u njoj prisutni izotopi neodimija, samarija, europija i cerija, koji se nalaze i u korištenom uranijevom gorivu današnjih reaktora. Tako je dobiven dokaz da je priroda davno prije čovjeka pustila u rad nuklearne reaktore.
U Gabonu je otkriveno 15 takvih prirodnih nuklearnih reaktora. Oni su povremeno radili i gasili se tokom desetina milijuna godina. Ciklusi njihovih aktivnosti zavisili su od voda koje su priticale u podzemne slojeve rudnika s uranijevom rudom, omogućavajući tako usporavanje brzih neutrona, a time i nastajanje i odvijanje samoodržavajuće nuklearne fisije uranija-235. Kada bi zbog isparavanja vode ponestalo, dolazilo bi do prekida rada prirodnih reaktora, sve do pojave kiša, tj. dotoka novih voda. To je tako trajalo do osiromašenja, utroška sadržaja uranija-235 do granice na kojoj on više nije bio dovoljan za pokretanje nove lančane fisione reakcije.

### Povijesno korištenje uranija
Cijenjen zbog svoje sjajne narančaste boje, uranijev oksid bio je popularno bojilo za keramiku, a zabranjen je već godinama odlukom Komisije za atomsku energiju (engl. Atomic Energy Comission, SAD). Žuto staklo s 1 % uranijevog oksida je pronađeno u starorimskoj vili u blizini Napulja, koje potječe iz 79. godine. U srednjem vijeku uranova ruda je vađena u rudnicima srebra u današnjoj Češkoj i koristila se kao bojilo u industriji stakla.
Uranij je 1789. otkrio Martin Heinrich Klaproth (Njemačka). Ime je dobio po planetu Uranu, koji je prije 8 godina otkrio William Herschel. Klaproth je dobio žuti talog iz uranijeve rude, djelujući na nju s dušičnom kiselinom i natrijevim hidroksidom. 1841. Eugène-Melchior Péligot, profesor u tehničkoj školi u Parizu, je uspio prvi izdvojiti uranij, grijući uranijev tetraklorid (UCl4) s kalijem. U 19. stoljeću uranij se nije smatrao opasnim, pa se dosta koristio u izradi stakla i keramike.
Antoine Henri Becquerel je slučajno otkrio radioaktivnost 1896., proučavajući fosforescenciju uranijevih soli. Istražujući rad Wilhelma Röntgena, Becquerel je pripremio fluorescentni mineral kalijev uranil-sulfat, fotografske ploče i crni materijal za pokus kojemu je bila potrebna jaka Sunčeva svjetlost. Međutim, prije izvođenja pokusa otkrio je da su ploče potpuno pocrnile kao da su bile izložene Suncu. Nakon nekoliko dana ponovio je eksperiment, i otkrio da na fotografskim pločama ponovno ostaju tragovi, iako nije bio sunčan dan.

### Proučavanje nuklearne fisije
Prvom se nuklearnom fisijom smatra bombardiranje uranija neutronima koje je 1934. izveo talijanski fizičar Enrico Fermi i objavio u radu Radioaktivnost dobivena bombardiranjem neutronima. Za to je otkriće 1938. primio Nobelovu nagradu iz fizike, a u Chicagu je 1942., upravo pod njegovim vodstvom, izgrađen prvi nuklearni reaktor. Otto Hahn zajedno s Fritzom Strassmannom je otkrio 1939. cijepanje jezgre atoma uranija pomoću neutrona, čime je otvorio eru atomskih reaktora, koji rade na osnovi te nuklearne reakcije. Iako je i Lise Meitner zajedno s Hahnom radila na projektu nuklearne fisije, samo je Hahn dobio Nobelovu nagradu za kemiju 1944., unatoč širem mišljenju publike da je i Lise trebala dijeliti nagradu s njim. Ona je fizikalna objašnjenja o nuklearnoj fisiji objavila zajedno sa svojim nećakom.
Projekt Manhattan bio je tajni projekt američke vlade tijekom Drugog svjetskog rata s ciljem izrade atomske bombe. Projekt je započet 1941. nakon što se strahovalo da bi ju i tadašnja nacistička Njemačka mogla izraditi. U američkom gradiću Los Alamos okupljeni su ponajbolji fizičari i inženjeri i pod vodstvom američkog fizičara Roberta Oppenheimera izradili su i uspješno testirali prvu atomsku bombu 16. srpnja 1945. To je bio jedan od najvećih tajnih projekata ikada, ali unatoč tome ostao je tajan sve dok nije bombardirana Hirošima. Odnio je 400 000 japanskih života i ostavio trajne posljedice radijacije.

### Nuklearni reaktori
Enrico Fermi je u Chicagu je 1942., pod svojim vodstvom izgradio prvi nuklearni reaktor. Nakon toga su izgrađeni u Oak Ridgeu (Tennessee) i u Arcou (Idaho). Prvi tržišni nuklearni reaktor je izgrađen u Obninsku (Sovjetski Savez). Zatim je izgrađen nuklearni reaktor u Velikoj Britaniji 1956., u mjestu Calder Hall, te nuklearna elektrana Shippingport (Pennsylvania) 1958. 1954. nuklearni pogon je prvi put ugrađen u američku podmornicu USS Nautilus.
Nuklearna oružja bila su detonirana više od dvije tisuće puta zbog testiranja i demonstracijskih svrha. Jedine poznate zemlje koje su detonirale takvo oružje su SAD, Sovjetski Savez, Ujedinjeno Kraljevstvo, Francuska, Kina, Indija i Pakistan. Ove zemlje su deklarirane nuklearne sile (zajedno s Rusijom koja je naslijedila oružje nakon raspada Sovjetskog Saveza).

## Nalazišta
Uranij je u svojim spojevima po raširenosti u Zemljinoj kori između antimona i platine; ima ga dakle više nego srebra, joda, kadmija, žive i bizmuta. Poznato je oko 80 uranijskih minerala, od kojih najviše desetak dolazi u obzir kao rude. Najvažniji su od njih: uranov smolinac, uranit, UO2 (Rusija, Kanada, Demokratska Republika Kongo) i njegova varijacija kleveit (Norveška), karnotit, uranilvanadat (Demokratska Republika Kongo, Colorado, Utah) i nadalje torijanit (torij, UO2; Šri Lanka) i torit, tj. torij-silikat (ThSiO4) koji sadržava do 22 % U3O8 (Norveška). Uranij se dobiva iz smolinca otapanjem u sumpornoj kiselini (pri čemu nastaju uranilsulfati) ili u otopini sode (pri s čemu nastaje uranilkarbonat), taloženjem uranijevog oksida magnezijevim oksidom, odnosno natrijevim hidroksidom i redukcijom oksida ugljenom u električnoj peći. U primjeni su i metode s pomoću ionskih izmjenjivača i ekstrakcije organskim otapalima. Metalni uranij služi za proizvodnju nuklearnog goriva. Najjači su proizvođači uranijeve rude SAD, Rusija, Kina, Kanada, Španjolska, Francuska, Češka, Australija, Demokratska Republika Kongo, Južnoafrička Republika, Madagaskar, Argentina i dr.

### Prerada rude
Koncentracija uranija u Zemljinoj kori iznosi približno 0,0003 %, ali koncentracija se mijenja od 0,0001 % pa do ekstremnih 50 %. Budući da je uranij u rudi pomiješan s drugim mineralima, nužno je rudu kemijski i mehanički obraditi, odnosno odvojiti iz nje uranij, koji se nalazi u obliku oksida – U3O8. Koncentrirani U3O8 naziva se žuti kolač (engl. yellowcake) i približno je 2000 tona žutog kolača potrebno za jednogodišnji rad nuklearne elektrane snage 1000 MW. Preradom rude oslobađa se radioaktivni plemeniti plin radon-222, koji nastaje u radioaktivnom nizu raspada uranij-238 i koji je opasan jer izaziva rak pluća. Prvi korak u obogaćivanju uranija je njegova konverzija iz U3O8 u UF6 – uranijev heksafluorid. Postrojenja za konverziju nalaze se u Rusiji, Kanadi, Francuskoj, Velikoj Britaniji i SAD-u.
S obzirom na malu zastupljenost uranija-235, prirodni uranij kao gorivo mogu koristiti teškovodni i grafitom moderirani nuklearni reaktori, dok lakovodni reaktori zahtijevaju obogaćeni uranij. Obogaćenje za lakovodne reaktore se mijenja od nešto manje od 2 % do maksimalno dozvoljenih 5 % (težinskih) uranija-235. Obogaćenje u podmorničkim reaktorima, a naročito u nuklearnom oružju je veće. Osim obogaćenog uranija u procesu obogaćivanja nastaje i osiromašeni uranij gdje je težinski udio uranija-235 obično između 0,20 % i 0,35 %. Manji težinski udio uranija-235 u osiromašenom uranu znači manju upotrebu prirodnog urana, ali i veće troškove obogaćenja i obrnuto.

## Kemijski spojevi uranija
Spojevi uranija oksidacijskog broja +4 prilično su stabilni i imaju pretežito ionski karakter, a najstabilniji su i najvažniji spojevi u kojima je šesterovalentan. Uranij(III) spojevi brzo se oksidiraju u zraku ili vodi. U kompleksima uranij ima uglavnom visoke koordinacijske brojeve.

### Uranijevi oksidi
Uranij tvori brojne okside: UO, UO2, U3O8, U4O9 i UO3. Na zraku je stabilan U3O9. Uranijev(IV)oksid (UO2) ima smeđe kristale teško topljive u kiselinama, osim u dušičnoj. Vodene otopine su isključivo lužnate. Žarenjem na zraku daje zeleni U3O9. Uranijev(VI)oksid (UO3) ima crveno-žute heksagonske kristale. Amfoterman je. Otapanjem u kiselinama nastaje žut uranilion, UO22+ koji daje uranil-soli i brojne kompleksne spojeve. Otapanjem u lužinama nasataje uranat-ion UO42+.

### Uranijevi halogenidi
U oksidacijskom stanju +6 uranij stvara uranijev heksafluorid (UF6) i heksaklorid (UCl6) koji u prisutnosti vode vrlo brzo hidroliziraju u UOX4 i UO2X2 (X je F, odnosno Cl). Heksafluorid (UF6) javlja se u obliku bezbojnih monoklinskih kristala, jako hlapljivih, koji sublimiraju pri 56 °C. Upotrebljava se za obogaćivanje uranija izotopom uranij-235 procesom difuzije plinovitog heksafluorida (UF6). U stanju +5 postoje pentahalogenidi UF5, UCl5 i UBr5, a u stanju +4 tvori sve halogenide. Tetrafluorid UF4 je zelen kristal netopljiv u vodi, tetraklorid UCl4 sublimira, tetrabromid (UBr4) dolazi u obliku smeđih lističastih kristala, dok tetrajodid (UI4) dolazi u crnim igličastim kristalima. U oksidacijskom stanju +3 tvori trihalogenide (UF3, UCl3, UBr3 i UI3) koji su (osim UF3) topljivi u vodi i daju ione U3+ koji se lako oksidiraju u U4+.
UO2 + 4 HF →  UF4 + 2 H2O (500 °C)
UF4 +  F2 →  UF6 (350 °C)

### Uranijevi karbidi
Uranijevi karbidi (UC i UC2) mogu se dobiti direktnom reakcijom ugljika s rastaljenim uranijem.

## Izotopi
U prirodi se pojavljuje smjesa izotopa, uranija-238 (99,284 %), uranija-235 (0,711 %), te vrlo malih količina uranija-234 (0,0058 %). Raspada se polako, emitirajući pritom alfa-čestice. Vrijeme poluraspada uranija-238 je 4,47 milijardi godina, a uranija-235 je 704 milijuna godina, pa služe u svrhu radiometrijskog datiranja.
Izotop uranij-238 je polazni ("roditelj") izotop (4n + 2) prirodnog raspadnog niza uranija, a izotop uranij-235 je "roditelj" aktinijevog (4n + 3) raspadnog niza. Zbog primjene u nuklearnoj tehnologiji izotop uranij-235 posebno je značajan. Cijepanje jezgri uranija uzrokovano je uhvatom sporog, termalnog neutrona. Kod nuklearne fisije se osim fragmenata jezgre, alfa, beta i gama-zračenja i oslobođene energije, oslobađaju novi termalni neutroni potrebni za daljnji tijek fisije. Međutim, samo izotopi uranij-235, plutonij-239 i uranij-233 mogu efikasno upijati neutrone, koji će uzrokovati cijepanje jezgre. Stoga je za nuklearno gorivo prirodni uranij potrebno obogatiti izotopom uranij-235 na nešto višu koncentraciju koja bi omogućila efikasniju lančanu nuklearnu reakciju.
Obogaćivanje uranija dosta je složen proces zbog čega je nuklearno gorivo skupo. Jedan od načina je plinskom difuzijom UF6 kroz cijevi s membranama. Kod drugih metoda ide se na proizvodnju efikasnog izotopa plutonij-239 što se provodi u brzim oplodnim reaktorima izlaganjem izotopa uranij-238 (običnog, neobogaćenog uranija) neutronskom toku kojim se proizvodi izotop uranij-239, koji pak beta-raspadom prelazi u izotop plutonij-239.
Uranij-234 je član prirodnog raspadnog niza uranija i on se raspada na olovo-206, kroz seriju kratkotrajnih izotopa.
Uranij-233 nastaje iz torija-232 bombardiranjem jezgre neutronima, obično u nuklearnom reaktoru. On spada isto u grupu nuklearnih goriva. Njegovo raspadanje završava s talijem-205.

### Obogaćeni uranij
Obogaćenje za lakovodne reaktore se mijenja od nešto manje od 2 % do maksimalno dozvoljenih 5 % (težinskih) uranija-235. Obogaćenje u podmorničkim reaktorima, a naročito u nuklearnom oružju je veće. Osim obogaćenog uranija u procesu obogaćivanja nastaje i osiromašeni uranij gdje je težinski udio uranija-235 obično između 0,20 % i 0,35 %. Manji težinski udio uranija-235 u osiromašenom uranu znači manju upotrebu prirodnog urana, ali i veće troškove obogaćenja i obrnuto.
Obogaćenje uranija moguće je sljedećim metodama: 
- difuzijska metoda,
- metoda centrifuga,
- aerodinamički procesi
- elektromagnetska separacija,
- lasersko obogaćenje.

## Štetnost radioaktivnog zračenja
Radioaktivno zračenje mijenja strukturu i svojstva materijala kroz koji prolazi. Pri tome je najznačajniji efekt ionizacije, odnosno izbijanje elektrona iz elektronskog omotača nekog atoma. Radijacija je uglavnom štetna po život, odnosno po zdravlje. Radioaktivni materijal u ljudsko tijelo ulazi preko hrane, vode za piće ili zraka, ili je moguće direktno ozračivanje. Zračenje oštećuje stanice u ljudskom organizmu. Velika apsorbirana doza zračenja raspoređena po cijelom tijelu uzrokuje smrt. Nešto niže lokalne doze uzrokuju oštećenje kože i lokalnog tkiva i ta su oštećenja vidljiva već za nekoliko dana ili sati.
Izvore zračenja dijelimo na prirodne i umjetne. Prirodnom zračenju izloženi smo kroz zračenje Sunca i svemira, radioaktivnih tvari prisutnih u tlu, u kućama gdje živimo, u prostoru u kojem radimo, u hrani i piću koje konzumiramo. Količina ovog neizbježnog prirodnog zračenja vrlo se razlikuje od mjesta do mjesta na Zemlji. Umjetni izvori zračenja obuhvaćaju one koje uzrokuje čovjek kao što su rentgensko i medicinsko zračenje za dijagnostiku i liječenje, normalan rad nuklearnih elektrana, elektronički uređaji i slično.
Radioaktivno zračenje nastaje pri radioaktivnom raspadu atomskih jezgri. Alfa zračenje, sastoji se od teških pozitivno nabijenih čestica koje emitiraju atomi elemenata poput uranija i radija. Može prodrijeti samo u tanki sloj kože, ali oštećuje unutarnja tkiva ako je unešeno u tijelo udisanjem ili hranom ili vodom. Beta zračenje sastoji se od elektrona koje zaustavlja već pločica aluminija debljine nekolikomilimetara, a škodi koži i očima. Gama zračenje je oblik elektromagnetskog zračenja koje može proći kroz cijelo ljudsko tijelo, ali ga 1 metar betona potpuno apsorbira. Neutroni izazivaju ionizaciju samo neizravno u atomima u koje udaraju, ali na taj način mogu oštetitit tkiva u tijelu. Efikasna zaštita od neutrona može se postići pomoću vode.
Vrijeme potrebno da se polovina početnog broja nestabilnih jezgri raspadne naziva se vrijeme poluraspada. Becquerel (Bq) je mjerna jedinica za radioaktivnost materijala, a označava broj raspada u jednoj sekundi. Energija ionizirajućeg zračenja apsorbirana po kilogramu tkiva, apsorbirana doza, izražava se u Grayima (Gy). Jedan Gy apsorbiranog zračenja neutrona i alfa-čestice uzrokuju veće štete nego isti iznos gama ili beta zračenja pa se koristi sivert (Sv) kao jedinica za ekvivalentnu dozu.

### Prosječne doze
Prosječna ukupna godišnja doza za stanovnike u Hrvatskoj iznosi 2-2,5 mSv godišnje, a doprinos zbog rada nuklearne elektrane iznosi samo 0,001- 0,01 mSv. Naše vlastito tijelo, zbog prisustva radioaktivnog kalija-40 u organizmu godišnje zrači četrdeset puta intenzivnije nego da stanujemo u blizini nuklearne elektrane. Mršavi ljudi su “radioaktivniji” od debelih zato što imaju manje sala koje apsorbira zračenje iz vlastitog tijela. Jedan sat leta u zrakoplovu, gdje je intenzitet kozmičkog zračenja mnogo veći zbog tanjeg atmosferskog štita no na površini mora, ozrači putnika približno četiri puta više nego cijela nuklearna industrija u godinu dana. U svakoj sekundi čovjeka pogodi oko 15 000 čestica prirodnog zračenja (radioaktivnog i kozmičkog).
Neke vrijednosti radioaktivnog zračenja:
- limit za stanovništvo: 5 mSv/god.
- limit za zaposlene: 50 mSv/god.
- prirodno zračenje u Hrvatskoj: 2 - 2,5 mSv/god.
- kozmičko zračenje (SAD): 2,7 mSv/god.
- redovan pogon nuklearne elektrane: 0,001 - 0,01 mSv/god.
- pregled prsnog koša rendgenskim zrakama: 0,2 mSv
- pregled glave i tijela računalnom tomografijom: 11 mSv
- promjena krvne slike: 0,5 Sv
- prag smrtnosti (doza primljena u kratkom vremenu): 1,5 Sv
- 100 % smrtnost (bez obzira na liječenje): 8 Sv

## Vanjske poveznice
|  | Zajednički poslužitelj ima stranicu o temi uranij    |
|  | Zajednički poslužitelj ima još gradiva o temi uranij |
|  | Wječnik ima rječničku natuknicu uranij               |

| H  |    |    |    |    |    |    |    |    |    |    |    |    |    |    |    |    |    |    |    |    |    |    |    |    |    |    |    |    |    |    | He |
| Li | Be |    |    |    |    |    |    |    |    |    |    |    |    |    |    |    |    |    |    |    |    |    |    |    |    | B  | C  | N  | O  | F  | Ne |
| Na | Mg |    |    |    |    |    |    |    |    |    |    |    |    |    |    |    |    |    |    |    |    |    |    |    |    | Al | Si | P  | S  | Cl | Ar |
| K  | Ca | Sc |    |    |    |    |    |    |    |    |    |    |    |    |    |    | Ti | V  | Cr | Mn | Fe | Co | Ni | Cu | Zn | Ga | Ge | As | Se | Br | Kr |
| Rb | Sr | Y  |    |    |    |    |    |    |    |    |    |    |    |    |    |    | Zr | Nb | Mo | Tc | Ru | Rh | Pd | Ag | Cd | In | Sn | Sb | Te | I  | Xe |
| Cs | Ba | La | Ce | Pr | Nd | Pm | Sm | Eu | Gd | Tb | Dy | Ho | Er | Tm | Yb | Lu | Hf | Ta | W  | Re | Os | Ir | Pt | Au | Hg | Tl | Pb | Bi | Po | At | Rn |
| Fr | Ra | Ac | Th | Pa | U  | Np | Pu | Am | Cm | Bk | Cf | Es | Fm | Md | No | Lr | Rf | Db | Sg | Bh | Hs | Mt | Ds | Rg | Cn | Nh | Fl | Mc | Lv | Ts | Og |

| Alkalijski metali | Zemnoalkalijski metali | Lantanoidi | Aktinoidi | Prijelazni metali | Slabi metali | Polumetali | Nemetali | Halogeni elementi | Plemeniti plinovi |